# Berlou
Berlou är en kommun i departementet Hérault i regionen Occitanien i södra Frankrike. Kommunen ligger i kantonen Olargues som tillhör arrondissementet Béziers. År 2022 hade Berlou 222 invånare.

## Befolkningsutveckling
Antalet invånare i kommunen Berlou
Referens:INSEE